# Karl von Hase

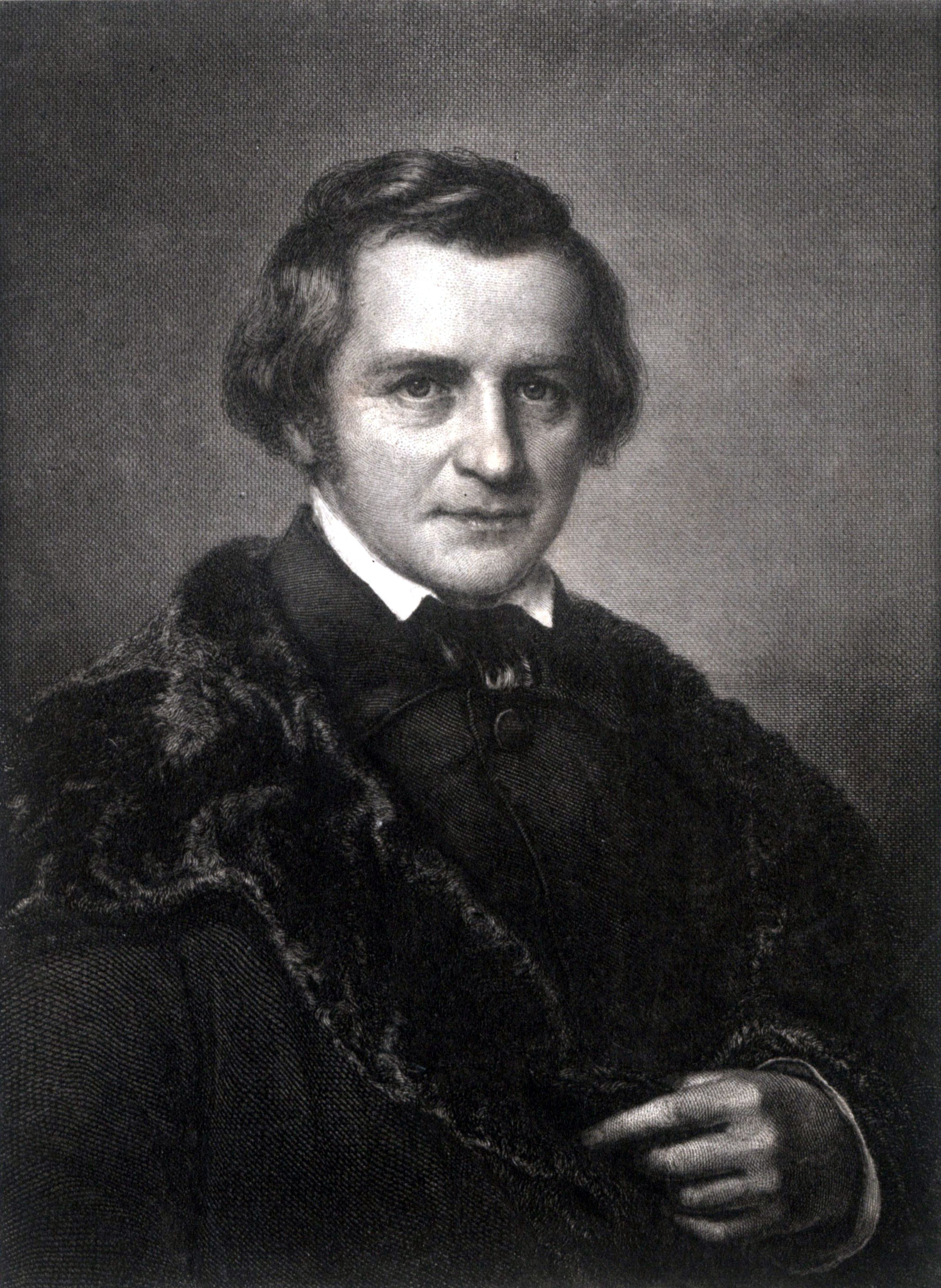
Karl August Hase (1852)

Karl August Hase, ab September 1883 von Hase, Pseudonym Karl von Steinbach (* 25. August 1800 in Niedersteinbach; † 3. Januar 1890 in Jena), war evangelischer Theologe, Professor der Theologie an der Universität Jena und großherzoglich-sächsischer Wirklicher Geheimrat.

## Leben

### Vorfahren
Hase stammte aus einer evangelischen Pfarrerfamilie. Bereits sein Urgroßvater Zacharias Hase (get. 9. März 1655 in Tautenburg; † 12. September 1719 Härtensdorf) wurde hochgräflich Solms-Wildenfelsischer Hofprediger und Pfarrer in Wildenfels sowie Härtensdorf. Aus dessen am 30. September 1684 in Ilmenau geschlossenen Ehe mit Anna Dorothea Albinus (* 1. August 1662 in Wichmar bei Camburg; † 25. August 1734 in Härtensdorf), der zweiten Tochter des Superintendenten von Ilmenau Heinrich Tobias Albinus (* 18. Dezember 1631 in Graba bei Saalfeld/Thüringen; † 1. Dezember 1697) und dessen Frau Anna Dorothea Weise (* 14. Februar 1640 in Tautenburg; † 5. Mai 1724 in Tautenburg), stammt sein Großvater Gottlob Friedrich Hase (* 9. Februar 1707 in Härtensdorf bei Wildenfels; † 18. Januar 1786 in Niedersteinbach).
Dieser wurde 1736 Substitut und 1738 Pfarrer in Niedersteinbach. Er verheiratete sich am 9. November 1737 mit Rahel Sophie List (* 19. Juli 1712 in Kayna bei Zeitz; † 25. Juni 1787 in Niedersteinbach), der dritten Tochter des Pastors in Kayna im Amt Zeitz, Johann Caspar List (* 7. März 1678 in Braunsdorf (Frießnitz); † 8. März 1748 in Kayna). Von dessen zehn Kindern wurde der Sohn Karl Friedrich (* 27. Juni 1751 in Niedersteinbach; † 28. März 1803 in Niedersteinbach), der Vater Karl Augusts, sein Nachfolger.
Auch Karl von Hases Mutter Christiane Concordia Wilhelmine Domenicus (* 8. November 1770 in Windischleuba; ⚭ 26. Mai 1789 in Windischleuba; † 1837) stammte aus einer Pfarrerfamilie, welche in Pommern ihre Wurzeln hatte. Sie war die jüngste Tochter des Pfarrers in Windischleuba Johann Gottlieb Wilhelm Domenicus (* 15. März 1733 in Crimmitschau; † 28. November 1789 in Windischleuba) und seiner Frau Sophia Concordia Kretschmar (* 19. Juni 1737 in Frankenhausen; † 15. Oktober 1788 in Windischleuba).

### Kindheit und Jugend
Karl August hatte fünf ältere Schwestern, Karoline (* 26. Februar 1790), Julie (* 11. Dezember 1791), Emilie Christiane (* 3. Dezember 1793; † 20. Dezember 1794 in Niedersteinbach), Emilie (* 8. Juli 1795) und Ernestine (* 14. Juli 1797; † 17. Januar 1857 in Penig), sowie einen jüngeren Bruder Franz Gustav (* 25. März 1802 in Niedersteinbach; † 19. Juli 1885 in Oschatz). Sein Vater erkrankte an einem Magenleiden und verstarb 1803. Die Mutter konnte nicht weiter im Pfarrhaus bleiben und zog mit ihren sechs unmündigen Kindern in das Fabrikstädtchen Penig an der Mulde.
Hier lebte die Familie in ärmlichen Verhältnissen. Karls Taufpatin, die Frau des Advokaten Dienemann, nahm den jungen Karl in ihren Haushalt auf, wo er eine sorgenfreie Kindheit verlebte. Seine Mutter heiratete nach sechsjähriger Witwenzeit 1809 den Peniger Apotheker Karl Friedrich Agner (* um 1755 in Penig; † 15. Oktober 1813 in Penig). Karl wurde zu seinem Onkel Gottlob Friedrich Hase nach Altenburg gebracht, wo er die Schule besuchte und Ostern 1813 das dortige Gymnasium bezog. Nach dem Tod des Onkels 1812 lebte er in Altenburg unter schwierigen Umständen, die sich erst verbesserten, als er ein Stipendium der verwitweten Gräfin von Schönburg erhielt.

### Studium

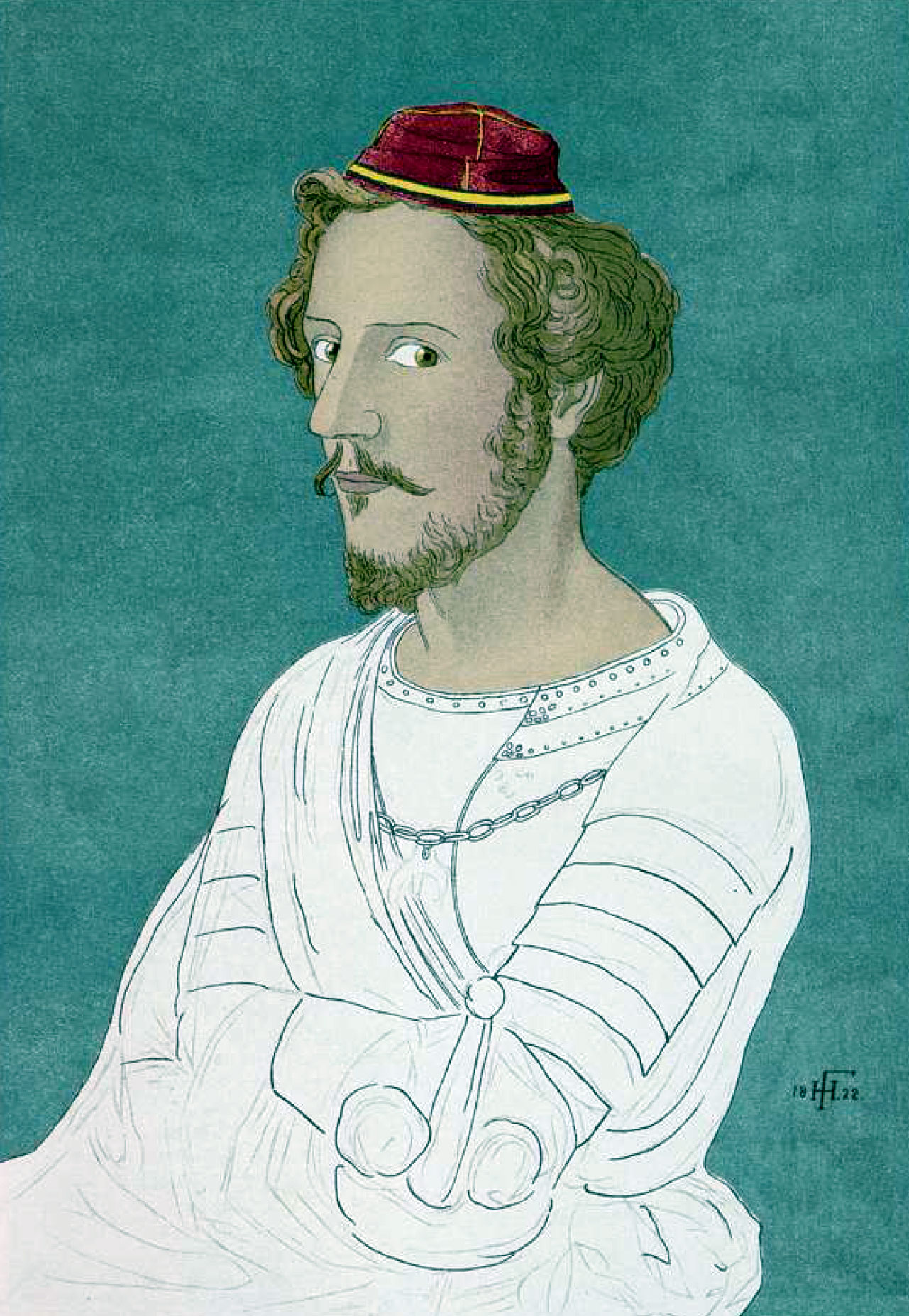
Karl August Hase als Student

Michaelis 1818 bezog Hase die Universität Leipzig, wo er die Rechtswissenschaften studieren wollte. Die Vorlesungen besuchte er dort kaum, vielmehr beschäftigte er sich autodidaktisch mit Staatsrecht, Philosophie und biblischer Exegese. Hier begann er sich auch für Theologie zu interessieren. Bald wurde er Mitglied der Burschenschaft und im zweiten Studiensemester in den Vorstand der Leipziger Burschenschaft gewählt. Nachdem Studentenverbindungen durch die Karlsbader Beschlüsse verboten worden waren, wurde Hase im Zuge der Demagogenverfolgung festgenommen und am 3. April 1821 gemeinsam mit seinem ehemaligen Schulfreund und Kommilitonen Ferdinand Ignaz Herbst von der Universität verwiesen. Er ging noch im April 1821 als Student der Theologie an die Universität Erlangen, wo er Schüler von Friedrich Wilhelm Joseph Schelling und Gotthilf Heinrich von Schubert wurde. Aber auch hier beteiligte er sich an der Erlanger Burschenschaft und wurde abermals wegen der Teilnahme am Dresdner Burschentag am 21. August 1822 von der Universität verwiesen. Jedoch konnte er am 9. Oktober 1822 in Dresden sein theologisches Examen ablegen. 
Nachdem er sich den Winter über in seiner sächsischen Heimat aufgehalten hatte, ging er 1823 an die Universität Tübingen, wo er am 4. Juli den akademischen Grad eines Magisters der Philosophie (entsprechend einem Dr. phil.) erwarb und sich kurz darauf mit der Arbeit De fide naturali an der theologischen Fakultät habilitierte. Wenig später holte ihn aber seine politische Vergangenheit ein: Wegen seiner Teilnahme an der Burschenschaft in Erlangen wurde Hase am 29. September 1824 verhaftet und unter der Anschuldigung des Hochverrats zehn Monate auf der Festung Hohenasperg inhaftiert. Am 24. Mai 1825 verurteilte ihn das Gericht in Esslingen zum Verlust seiner Tübinger Dozentur und zu einer zweijährigen Haftstrafe. Nach elf Monaten begnadigt, zog er im Oktober 1826 wieder nach Leipzig. Hier verkehrte er mit Heinrich Gottlieb Tzschirner, habilitierte sich am 3. Mai 1828 nochmals an der philosophischen Fakultät und hielt Vorlesungen zur christlichen Philosophie. In Leipzig wurde er 1828 Mitglied der Freimaurerloge Apollo.

### Wissenschaftliche Laufbahn

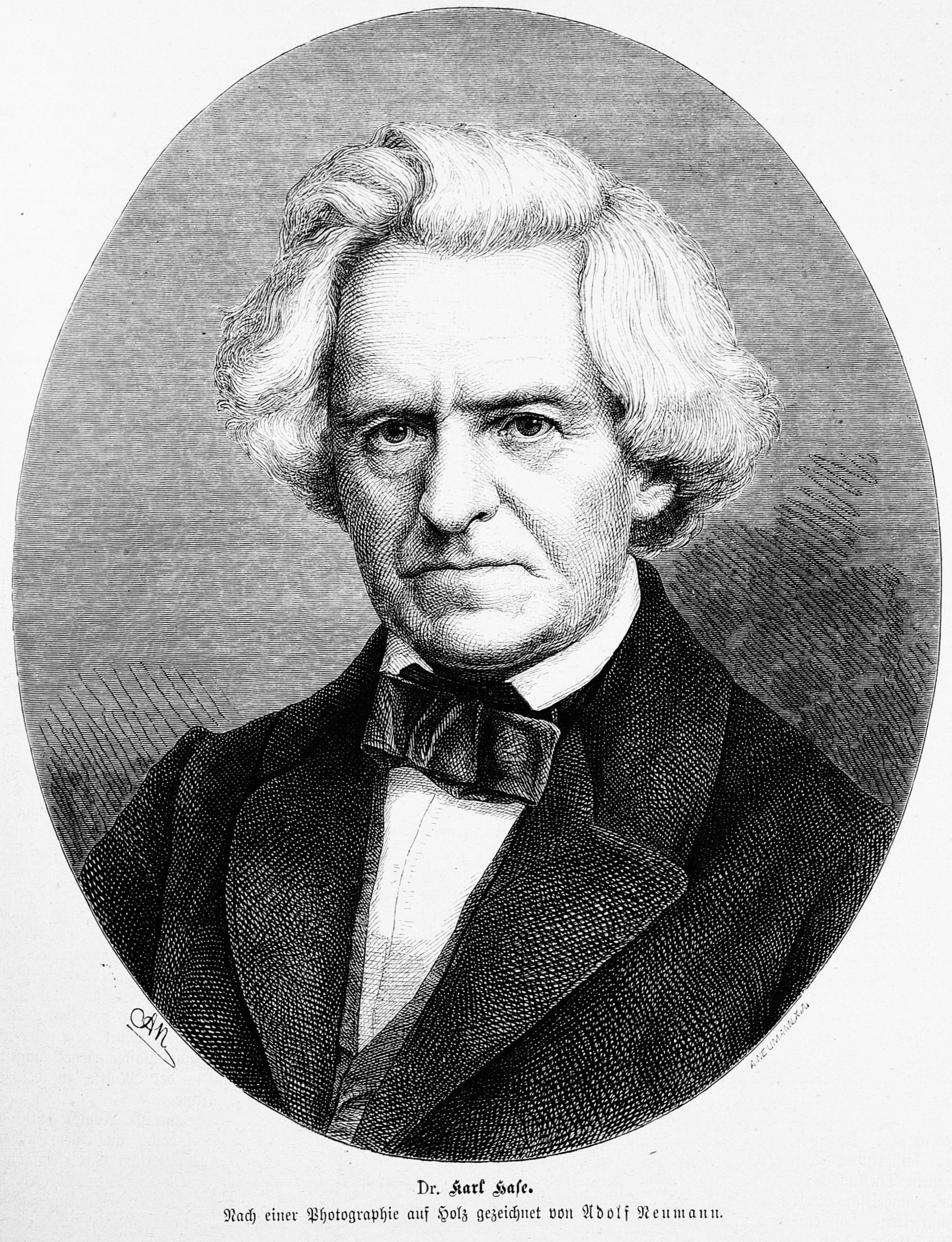
Karl August Hase (1880)

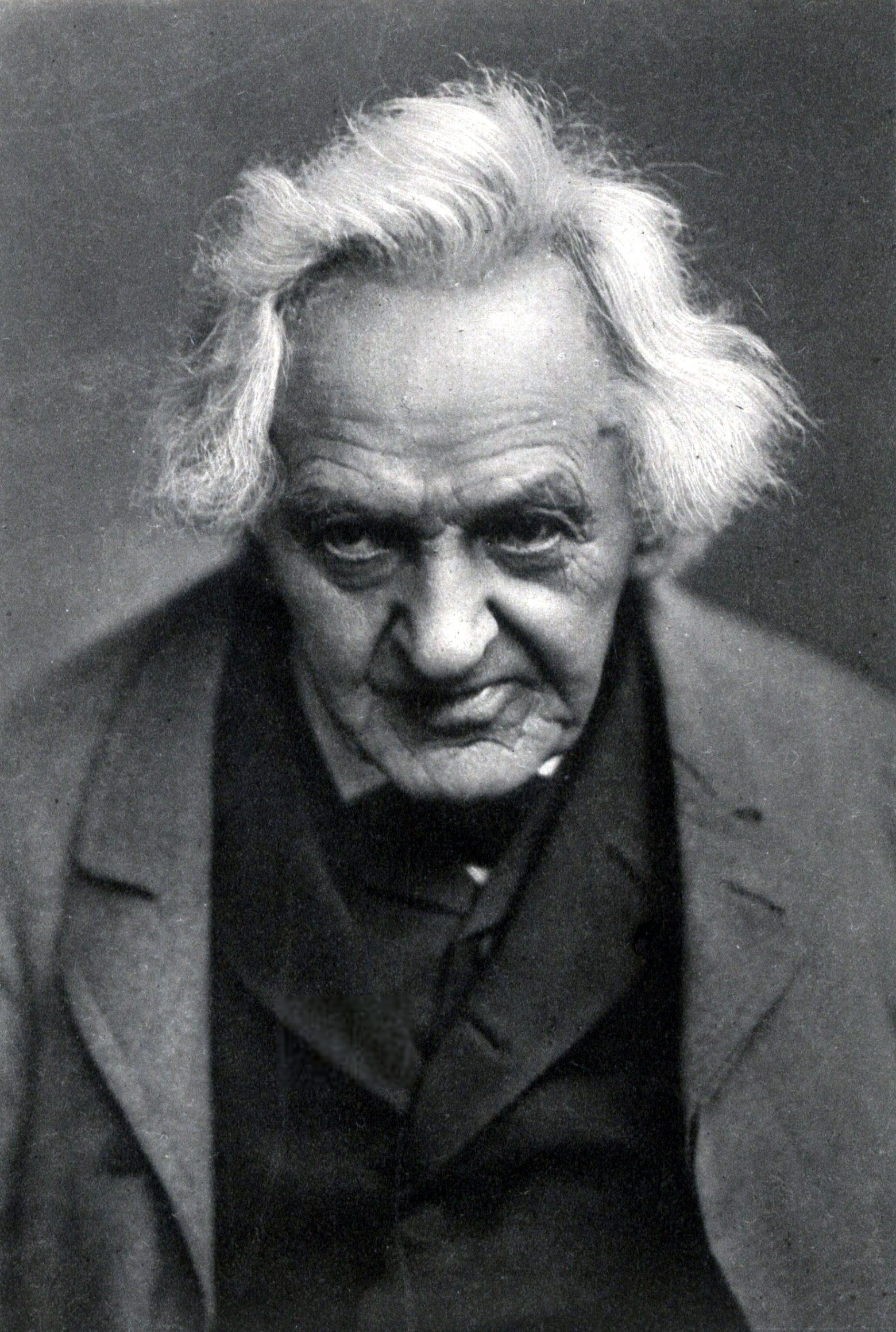
Hase im Alter von 89 Jahren

Hase erwarb sich durch seine Veröffentlichungen einen ausgezeichneten Ruf und wurde 1829 in Leipzig zum außerordentlichen Professor der Philosophie ernannt. Johann Wolfgang von Goethe, als weimarischer Staatsminister zuständig für die Landesuniversität in Jena, bot ihm eine außerordentliche Professur der Theologie an der Universität Jena mit einem Gehalt von 300 Talern an. Hase nahm den Ruf unter der Bedingung an, dass er zuvor noch eine Reise nach Italien unternehmen konnte. Er besuchte dort Venedig, Mailand, Bologna, Parma, Rom und Palermo. Am 15. Juli 1830 trat er sein Amt in Jena an, wo er zunächst Vorlesungen zur Dogmatik, dem Evangelium, den Johannesbriefen und zum Kirchenrecht hielt und sich später auch der Kirchengeschichte zuwandte. Nach seiner Heirat 1831 erwarb er im Frühjahr 1832 das sogenannte „Kaffeehaus“ als Wohnsitz. Da er 1833 eine Berufung an die Universität Bern abgelehnt hatte, ernannte man ihn am 10. Dezember 1833 zum ordentlichen Honorarprofessor. Nach einer weiteren Ablehnung einer Berufung an die Universität Zürich wurde er am 11. April 1836 ordentlicher Professor an der theologischen Fakultät mit dem Lehrauftrag für Kirchengeschichte und Dogmatik und einem Gehalt von 500 Talern.
1837 wurde Hase zum Kirchenrat ernannt, 1845 zum Geheimen Kirchenrat. Er war mehrfach Dekan der theologischen Fakultät und in den Wintersemestern 1837/38 und 1838/39, in den Sommersemestern 1847 und 1855, im Wintersemester 1863/64 und nochmals im Sommersemester 1871 Rektor der Universität. Er unternahm mehrere Forschungsreisen, vor allem nach Italien, und veröffentlichte eine Vielzahl von theologischen Schriften zur Dogmatik und Kirchengeschichte sowie theologische Polemiken. Zudem äußerte er sich zu politischen Themen, nach den Erfahrungen seiner Vergangenheit aber unter dem Pseudonym Karl von Steinbach.
Nach einer fast sechzigjährigen Lehrtätigkeit wurde Hase 1883 emeritiert, war aber weiterhin schriftstellerisch tätig. Er starb 1890 im Alter von fast neunzig Jahren und wurde auf dem Johannisfriedhof in Jena beerdigt.
Hase gilt als einer der anerkanntesten Kirchenhistoriker des 19. Jahrhunderts, auch wenn er nicht zu den ganz großen Theologen wie Baur oder Schleiermacher gezählt wird. In seinem theologischen Lehrgebäude suchte er das kirchliche Christentum mit der modernen Bildung zu versöhnen, wobei er im Gegensatz zur Orthodoxie das religiöse Bewusstsein des Subjekts und im Gegensatz zum Rationalismus die historische Bedeutung der christlichen Kirche betonte. Als sein Hauptwerk gilt die lutherische Dogmatik Hutterus redivivus. Einer seiner Schüler war der bekannte Kirchenhistoriker und Theologe Franz Overbeck, Freund und Briefpartner Nietzsches.

### Familie

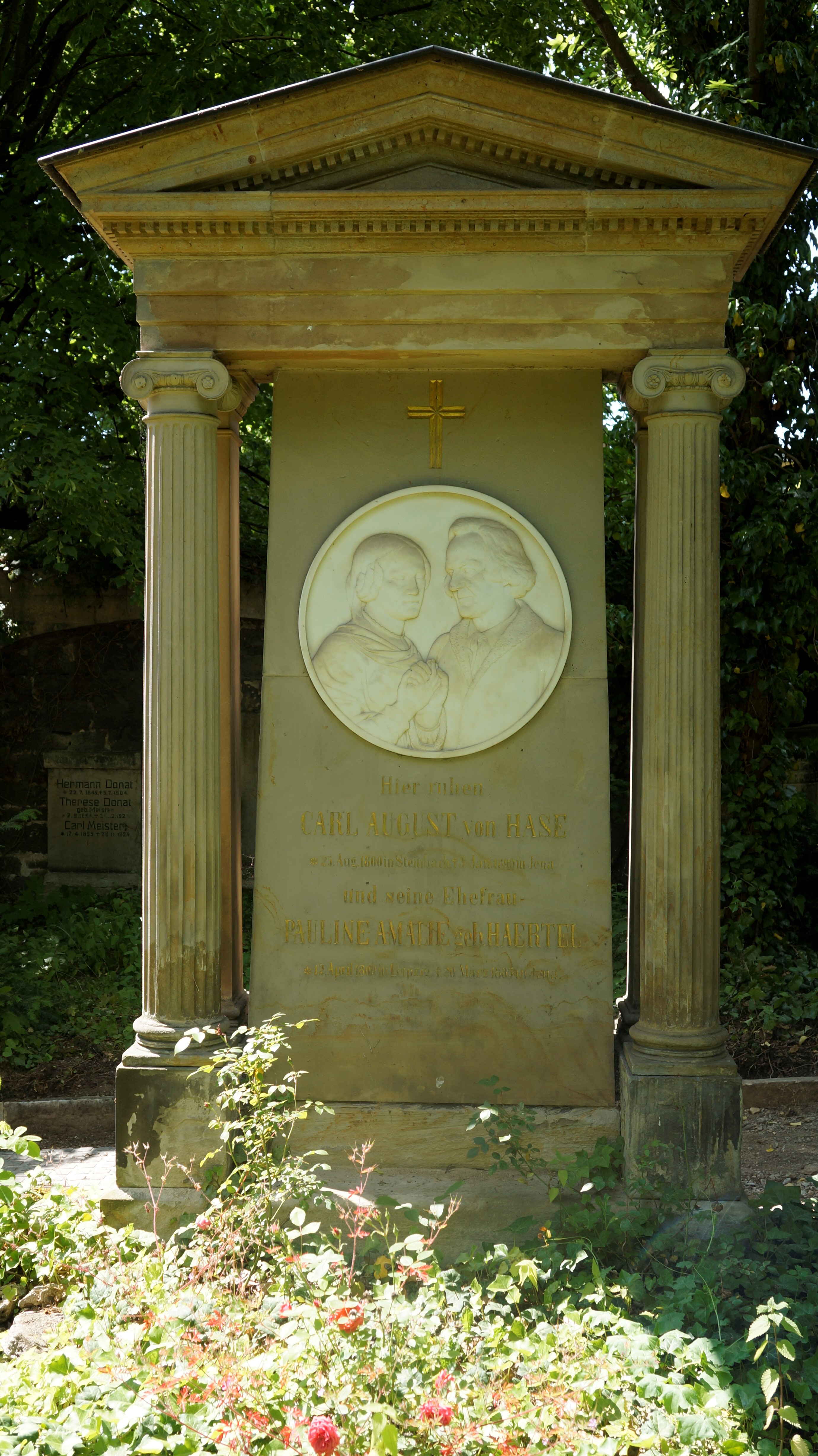
Grabmal Carl August und Pauline Amalie von Hase, geb, Härtel auf dem Johannisfriedhof in Jena

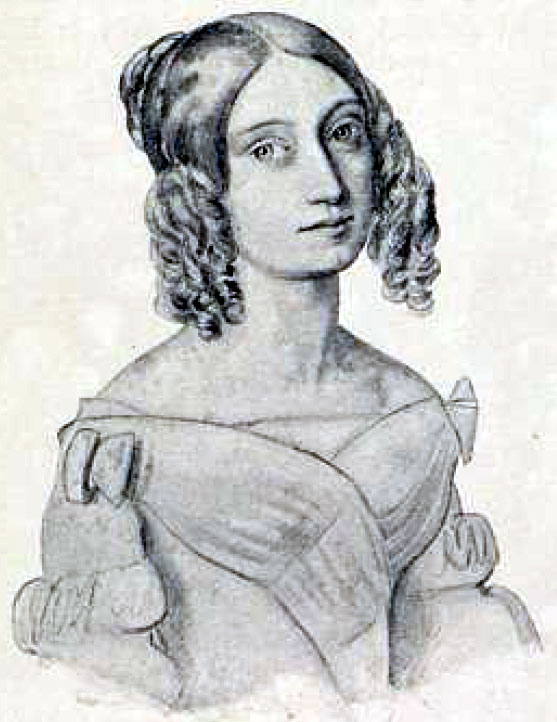
Pauline von Hase (geb. Härtel) in ihrer Verlobungszeit

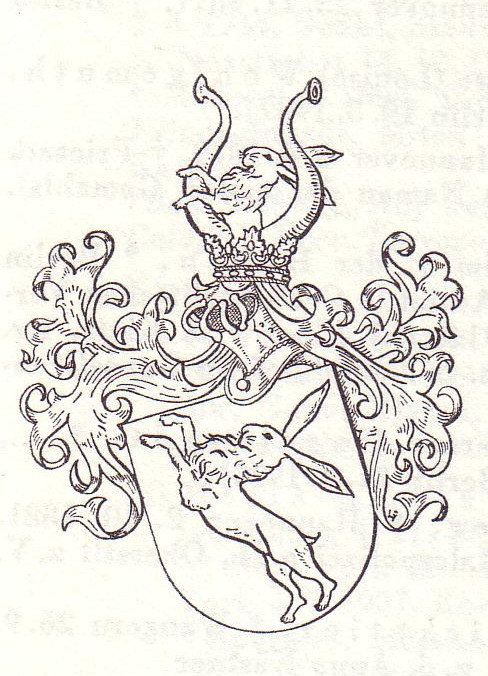
Das 1883 an Karl [von] Hase verliehene Wappen der Familie

Hase hatte sich 1830 in Konstanz verlobt und verheiratete sich am 12. September 1831 in der Leipziger Theklakirche mit Pauline Härtel (* 12. April 1809 in Leipzig; † 20. März 1885 in Jena), der Tochter des Leipziger Verlegers und Gutsbesitzers auf Cotta Gottfried Christoph Härtel und seiner Frau Amalie Eleonore Klötzer (* 4. Januar 1781 in Leipzig; † 31. März 1811 in Cotta). Mit ihr hatte er sieben Kinder:
- Maria Helena von Hase (* 3. August 1832 in Jena); sie heiratete am 19. September 1859 in Friedrichroda den Mediziner und Leiter des Georgenkrankenhauses in Meiningen Ottomar Domrich (* 22. April 1819 in Odisleben; † 1. April 1907 in Meiningen)
- Adele von Hase (* 21. August 1833 in Jena; † 1916); sie heiratete am 11. August 1861 in Wenigenjena den außerordentlichen Professor der klassischen Philologie Ferdinand Bernhard Moritz Vermehren (* 10. April 1829 in Jena; † 1893)
- Karl Victor Hase (* 3. November 1834 in Jena; † 30. April 1860 Eisenach). Auf ihn wird die Redensart „Mein Name ist Hase“ zurückgeführt. Ulrich Enzensberger gibt in seiner Herwegh-Biographie jedoch Karl August Hase selbst als Urheber an.
- Oskar Hase (* 26. September 1837; † August 1838).
- Paul Erwin von Hase (* 11. August 1840 in Jena; † 27. März 1918 in Berlin) wurde Mediziner;[1] er heiratete am 27. Mai 1876 in Halle (Saale) Frieda Maria Elise Sperber (* 22. August 1849 in Hardisleben; † 26. Mai 1943 in Berlin), Tochter des Rittergutsbesitzers in Roßbach bei Weißenfels Carl Friedrich Christian Sperber (* 27. Februar 1815 in Neumark; † 20. Januar 1891 in Weimar) und seiner Frau Johanna Emilie Henriette Hickethier (* 7. Mai 1820 in Obertopfstedt; † 20. Januar 1891 in Weimar). Aus der Ehe stammen Carl Erwin Friedrich von Hase (* 25. November 1877 in Hannover, ging zum Militär); Eva Margarethe Pauline von Hase (* 6. April 1879 in Hannover), als Eva von der Hagen letzte Gutsherrin in Rhinow; Carl Paul Rudolph Günther von Hase (* 2. Oktober 1881 in Hannover; † 6. März 1948 in Berlin), Karl Benedikt von Hase (* 2. Mai 1883 in Hannover) und Carl Paul Immanuel von Hase (1885–1944).
- Karl Alfred von Hase (* 12. Juli 1842 in Jena; † 1. Januar 1914 in Breslau) studierte wie sein Vater Theologie und wurde Professor der Theologie an der Universität Breslau. Er verheiratete sich am 19. Juli 1871 mit Gräfin Klara von Kalckreuth (* 17. Oktober 1851 in Düsseldorf; † 2. Dezember 1903 in Breslau), der Tochter des Weimarer Professors Stanislaus von Kalckreuth. Er war der Großvater von Dietrich Bonhoeffer.
- Georg Oskar Immanuel Hase (* 15. September 1846 in Jena; † 26. Januar 1921 in Leipzig) wurde Buchhändler. Er verheiratete sich am 10. September 1873 in Leipzig mit Johanna Marie Louise Zarncke (* 24. Januar 1856 in Leipzig; † 31. Juli 1911 ebd.), der Tochter des Literaturprofessors Friedrich Karl Theodor Zarncke und seiner Frau Anna Pauline Geitner (* 16. November 1834 in Leipzig; † 17. September 1864 ebd.).

## Auszeichnungen und Ehrungen
1845 wurde Hase Ritter 1. Klasse des großherzoglich sächsischen Ordens vom weißen Falken, am 18. Mai 1863 Ritter des schwedischen Nordsternordens, am 4. Juni 1873 Komtur des herzoglich Sachsen-Ernestinischen Hausordens, 1879 Komtur 1. Klasse des Albrechts-Ordens und 1880 des Friedrichs-Ordens.
Am 4. Juni 1873 erhielt er die Ehrendoktorwürde der theologischen Fakultät und der juristischen Fakultät der Universität Jena, 1880 die Ehrenbürgerwürde der Stadt Jena. Anlässlich seiner Emeritierung erhielt er das Großkreuz des herzoglich Sachsen-Ernestinischen Hausordens, wurde zum Wirklichen Geheimen Rat ernannt und am 18. September 1883 geadelt.  
Das Grabmal Karl von Hases und seiner Ehefrau mit einem Relief der beiden Toten ist auf dem Jenaer Johannisfriedhof erhalten. Seine Büste steht am Fürstengraben in Jena, sein Porträt als Rektor hängt in der Aula der Friedrich-Schiller-Universität. Nach ihm benannt wurde das Karl-von-Hase-Haus, die Nachfolgeeinrichtung des Theologenkonvikts der evangelisch-lutherischen Kirche Thüringens.

## Werke (Auswahl)
- Ein Fastnachts-Spiel. Denen wohllöblichen Reichsständen zur Erinnerung einer fröhlichen Burschenfahrt ehrfurchtsvoll geweiht. Erlangen 1822
- De fide Dissertatio. Tübingen 1823 (online)
- Des alten Pfarrers Testament. Tübingen 1824
- De Fide. Libri Duo I et II. Tübingen 1825
- Evangelisch-protestantische Dogmatik. Stuttgart 1826, Leipzig 1843 3. Aufl. (online), Leipzig 1860 (5. Aufl. online), Leipzig 1870 6. Aufl.
- Die Leipziger Disputation. Eine theologische Denkschrift. Leipzig 1827 (online)
- Vom Streite der Kirche. Eine Schrift an den christlichen Adel deutscher Nation. Leipzig 1827 (online)
- Hutterus Redivivus oder Dogmatik der evangelisch-lutherischen Kirche. Ein dogmatisches Repertorium für Studierende. Leipzig 1827; Leipzig 1829 (online); Leipzig 1833 (online); Leipzig 1836 (online), Leipzig 1839 (4. Aufl. online), Leipzig 1848 7. Aufl. (online); Leipzig 1855 8. Aufl. (online), Leipzig 1883 12. Aufl.;
- Über die Einheit der evangelischen Kirche. Ein offenes Sendschreiben an Herrn D. Chr. Fr. v. Ammon. Breslau 1827 (online)
- De iure ecclesiastico commentarii historici. Inest libri primi particula prior. Leipzig 1828 (online)
- Vorlesungen über die Christliche Glaubenslehre nach dem Lehrbegriffe der evangelisch-protestantischen Kirche. Leipzig 1829 (online)
- Sachsen und seine Hoffnungen. Eine politische Denkschrift der Septemberwochen 1830. Leipzig 1830 (online)
- De iure ecclesiastico commentarii historici. Inest libri primi particula secunda. Leipzig 1832 (online)
- Das Leben Jesu. Lehrbuch zunächst für akademische Vorlesungen. Leipzig 1829 (online); Leipzig 1865 5. Aufl. (online)
- Ad orationem audiendam, qua munus Professoris theologiae Ordinarii Clementissime ab Almis Academiae Jenensis Nutritoribus sibi demandatum, die IX Julii hora XI in Templo Paulino Academico auspicabitur, observantissime invitat Carolus Augustus Hase. Inest Confessio fidei Ecclesiae evangelicae nostri temporis rationibus accommodata. Leipzig 1836 (online)
- Gnosis oder protestantisch-evangelische Glaubenslehre für die Gebildeten in der Gemeinde. Leipzig 1827–1829 3. Bde., Leipzig 1869–1870 2. Aufl. (1. Bd. (online); 2. Bd. online)
- Libri symbolici ecclesiae evangelicae sive concordia. Leipzig 1827; Leipzig 1837 (2. Aufl. online); Leipzig 1846 (3. Aufl. online)
- Lehrbuch der evangelischen Dogmatik. Leipzig 1838 (2. Aufl. Online)
- Die beiden Erzbischöfe. Ein Fragment aus der neuesten Kirchengeschichte. Leipzig 1839 (online)
- Theologische Streitschriften. Leipzig 1834–1837, 3 Hefte, darunter Heft 3 (1837), der Anti-Roehr (online)
- Kirchengeschichte. Leipzig 1834; Leipzig 1837 (3. Aufl. online); Leipzig 1841 (4. Aufl. online); Leipzig 1848 (6. Aufl. online); Leipzig 1854 (7. Aufl. online); Leipzig 1886 11. Aufl.;
- Züge und Zustände aus dem Erlanger Studentenleben. Mit historischen Notizen über die Friedrich-Alexanders-Universität und dem Programm zu den Feierlichkeiten bei ihrem hundertjährigen Jubiläum. Nürnberg 1843 (online)
- Das gute alte Recht der Kirche. Leipzig 1847 (online)
- Theologisch akademische Lehrschriften. Leipzig 1848 (online)
- Das Kaiserthum des deutschen Volkes. Eine Stimme aus Sachsen von Karl von Steinbach. Leipzig 1848. (März 1848, Digitalisat)
- Die Republik des deutschen Volkes. Eine Stimme aus Sachsen von Karl von Steinbach. Leipzig 1848 (Juli 1848, Digitalisat)
- Das deutsche Reich und seine Staaten. Eine Stimme aus Sachsen von Karl von Steinbach. Leipzig 1848. (Oktober 1848, Digitalisat)
- Die evangelisch-protestantische Kirche des deutschen Reichs. Leipzig 1849 (online), Leipzig 1852 (online)
- Preussen und Oesterreich. (Juli 1849). Eine politische Denkschrift. Leipzig 1849 (online)
- Neue Propheten. Leipzig 1851 (1. Bd. online); Leipzig 1860–1861 (2. Aufl., 1. Bd. online; 2. Bd. online; 3. Bd. online)
- Die Tübinger Schule. Ein Sendschreiben an Ferdinand Christian von Baur. Leipzig 1855 (online)
- Franz von Assisi. Ein Heiligenbild. Leipzig 1856 (online); Leipzig 1892 2. Aufl.;
- Jenaisches Fichte-Büchlein. Leipzig 1856 (online)
- Das geistliche Schauspiel. Geschichtliche Uebersicht. Leipzig 1858 (online)
- Der Papst und Italien. Eine Neujahrsbetrachtung. Leipzig 1861 (online)
- Handbuch der Protestantischen Polemik gegen die Römisch-Katholische Kirche. Leipzig 1862 (online); Leipzig 1891 5. Aufl.;
- Caterina von Siena. Ein Heiligenbild. Leipzig 1864 (online)
- Geschichte Jesu. Leipzig 1875; Leipzig 1891 2. Aufl.;
- Des Kulturkampfs Ende. Leipzig 1879
- Rosenvorlesungen kirchengeschichtlichen Inhalts. Leipzig 1880
- Ideale und Irrtümer. Leipzig 1872; Leipzig 1891 4. Aufl.
- Vaterländische Reden und Denkschriften. Leipzig 1891
- Theologische Erzählungen. Leipzig 1892
- Theologische Reden und Denkschriften. Leipzig 1892

als Herausgeber:
- Heinrich Gottlieb Tzschirner: Vorlesungen über die Christliche Glaubenslehre nach dem Lehrbegriffe der evangelische-protestantischen Kirche. Leipzig 1829 (online)
- Liederbuch des deutschen Volkes. Leipzig 1883 (online)